# Rosières-aux-Salines
Rosières-aux-Salines è un comune francese di 2 873 abitanti situato nel dipartimento della Meurthe e Mosella nella regione del Grand Est. È uno dei comuni che facevano parte dell'antica regione francese del Saulnois.

## Società

### Evoluzione demografica
Abitanti censiti